# Каплунов Дмитро Віталійович
Дмитро́ Віта́лійович Каплуно́в (4 грудня 1980 — 1 грудня 2019, Донецька область, Україна) — полковник (посмертно) Служби безпеки України, учасник російсько-української війни, командир групи відділу Центру спеціальних операцій «А». Герой України (2019. посмертно).

## З життєпису
Народився в сім'ї військовика в невеличкому місті Великі Мости, що на Львівщині. Закінчив 9 класів Соснівської школи № 13, після чого переїхав у Харків, де продовжив навчання у школі № 153 міста Харкова. Батько й молодший брат також військовослужбовці (батько — прикордонник).
У 2002 році з відзнакою закінчив Національну академію прикордонних військ України імені Б. Хмельницького. З 2002 по 2004 роки проходив службу в КНЦ ДПСУ на посаді заступника командира роти. У 2004 році пройшов випробування і став співробітником ЦСО «А» СБУ (кінологічний відділ). З перших днів російсько-української війни є її учасником.
Загинув 1 грудня 2019 року в Донецькій області поблизу села Староласпа. За даними Юрія Бутусова, в ніч проти 1 грудня група спецпризначення «Альфа» СБУ виконувала бойове завдання з ведення розвідки і спостереження в «сірій зоні» в районі с. Староласпа. Вночі, під час переходу групи після виконання завдань, стався підрив на міні. Внаслідок вибуху підполковник Каплунов загинув на місці, а ще двоє офіцерів зазнали поранень — Денис Волочаєв помер уже під час евакуації. Група забрала зброю та документи Дмитра Каплунова, а його тіло, залишене на місці вибуху, захопили бойовики 1 ОМСБр. Передача тіла українській стороні відбулася 7 грудня.
31 травня 2021 року на фасаді школи № 153, де навчався Дмитро Каплунов, встановили меморіальну дошку.
Похований 5 грудня 2019 року на Байковому кладовищі.

## Нагороди
- Звання Герой України з удостоєнням ордена «Золота Зірка» (3 грудня 2019, посмертно) — за героїзм і особисту мужність, виявлені у захисті державного суверенітету та територіальної цілісності України, самовіддане служіння Українському народові[6].
- Орден «За мужність» III ст. (12 жовтня 2017) — за вагомий особистий внесок у зміцнення обороноздатності Української держави, мужність, самовідданість і високий професіоналізм, виявлені під час бойових дій, зразкове виконання службових обов'язків[7].